# Adamcula

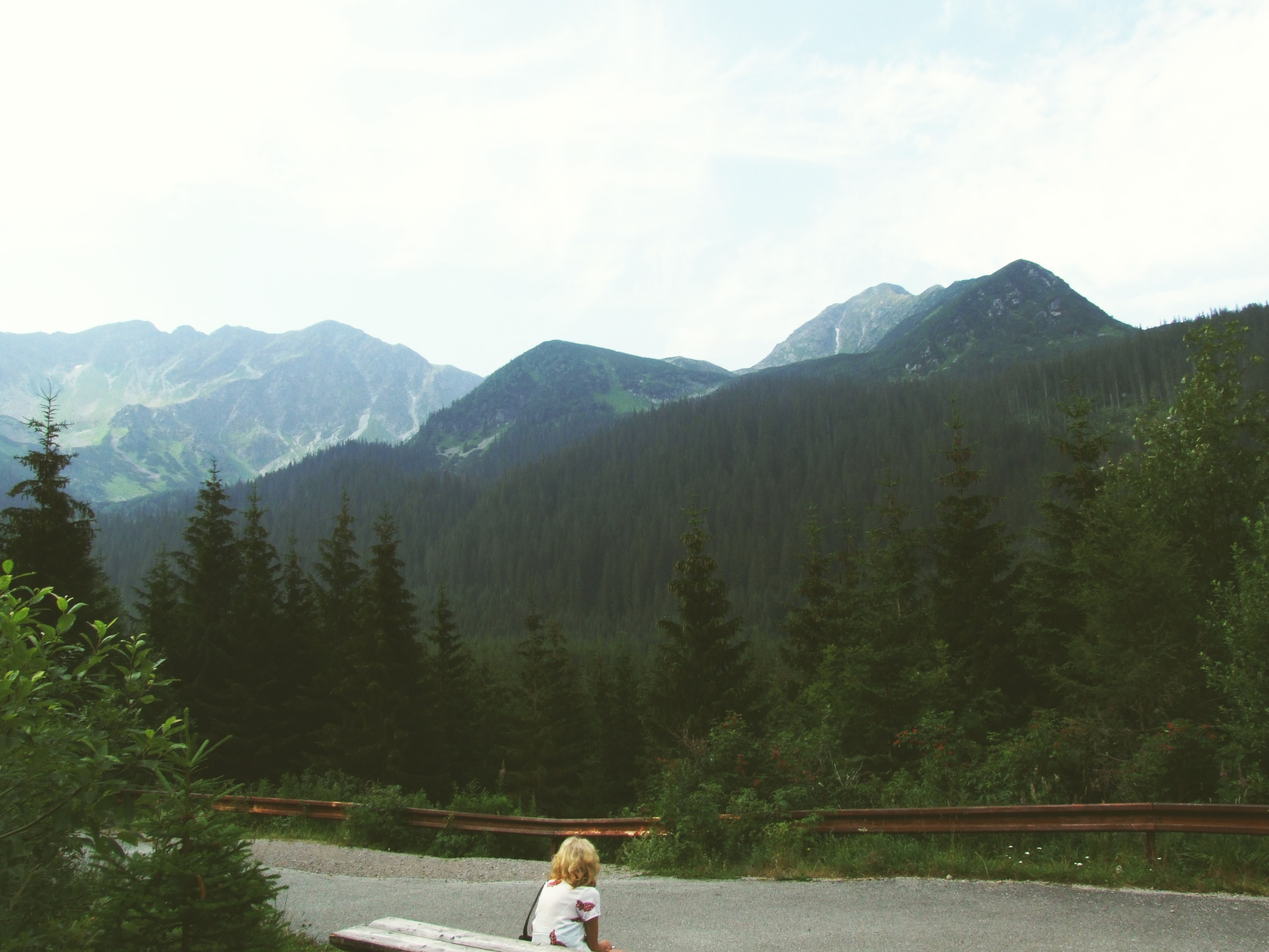
Rozdroże na Adamculi

Adamcula (słow. Adamcula, Skorušová polianka) – niewielka polana w Dolinie Rohackiej w Tatrach Zachodnich. Znajduje się przy szosie, prowadzącej od Zwierówki do Bufetu Rohackiego, powyżej parkingu dla samochodów. Od głównej drogi odbija tu na prawo krótki odcinek prowadzący do Rohackiego Potoku i znajdującego się przed nim, nieczynnego już parkingu samochodowego. Przy drodze słupek z tabliczkami szlaków turystycznych, wiata i ławka. W kierunku południowym i wschodnim widoczne szczyty: Trzy Kopy, Hruba Kopa, Banówka, Spalona Kopa, Mały Salatyn, Salatyn, Brestowa. Widoczne na pierwszym planie duże i zalesione wzniesienie to Przednie Zielone, znajdują się na nim słynne Rohackie Stawy.
Nazwą Adamcula określano dawniej szałas (kolebę) należący do Adamca z Ziemiańskiej Dziedziny na Orawie. Przenoszono go w zależności od potrzeb na różne miejsca doliny, w końcu nazwa ustaliła się dla tej polanki, mimo że dawno nie było już na niej szałasu. Dawniej nazywana była także Skoruszową Polanką (ta nazwa pochodziła od gwarowego określenia rosnącej tutaj skoruszy, czyli jarzębiny).
Asfaltowa szosa oraz zarastający trawą plac znajdujący się poniżej głównej drogi (przez kilka lat był to parking dla samochodów) są pozostałością po niezrealizowanych planach budowy w Dolinie Rohackiej i Dolinie Zuberskiej wielkiego ośrodka przeznaczonego dla turystów, narciarzy, sportowców i do rekreacji. Miały być wybudowane biura turystyczne, sklepy, 2 skocznie narciarskie, poczta, szkoła sportowa, 2 duże kolejki linowe i 8 wyciągów narciarskich, restauracje oraz całe osiedle hotelowo-mieszkalne na 1750 miejsc noclegowych. Na szczęście dla przyrody Tatr zrezygnowano z zatwierdzonych już w 1973 r. planów tej rozbudowy.

## Szlaki turystyczne
– czerwony z Zuberca i Zwierówki obok parkingu i przez Adamculę do bufetu Rohackiego. Ze schroniska na Zwierówce na polanę 3,5 km.
- Czas przejścia ze Zwierówki na Adamculę: 1 h, z powrotem tyle samo
- Czas przejścia z Adamculi do bufetu: 30 min, z powrotem tyle samo

  – żółty obok Rohackich Wodospadów przez Dolinę Spaloną na Banikowską Przełęcz.
- Czas przejścia z Adamculi do wodospadów: 30 min, ↓ 25 min
- Czas przejścia od wodospadów na Banikowską Przełęcz: 2:35 h, ↓ 1:50 h

  – niebieski obok Rohackich Wodospadów do Rohackich Stawów. Czas przejścia: 1:30 h, ↓ 1:10 h